# Loifing
Loifing ist ein Gemeindeteil der Stadt Hauzenberg im niederbayerischen Landkreis Passau.

## Lage
Der Weiler Loifing liegt im Abteiland etwa eineinhalb Kilometer südlich von Hauzenberg.

## Geschichte
Die -ing-Endung verweist auf die Gründung des Ortes bereits zur Zeit der bajuwarischen Landnahme. Lofing gehörte später zur Obmannschaft Glotzing und zum Amt Hauzenberg des Landgerichtes Oberhaus im Hochstift Passau. 1787 bestand der Ort aus sieben Anwesen.
Nach der Säkularisation in Bayern und Eingliederung des Hochstifts in das Königreich Bayern wurde Loifing 1808 dem Steuerdistrikt Jahrdorf und 1818 im Zuge der Gemeindebildung der Gemeinde Jahrdorf zugeteilt. Mit deren Auflösung kam der Ort am 1. Januar 1972 zum damaligen Markt Hauzenberg (seit 1978 Stadt).